# Ramón (Isabela)
Ramón (Bayan ng Ramon) es un municipio filipino de segunda categoría perteneciente a la provincia de La Isabela en la Región Administrativa de Valle del Cagayán, también denominada Región II.

## Geografía
Tiene una extensión superficial de 135.17 km² y según el censo del 2007, contaba con una población de 45.258 habitantes y 8.376 hogares; 49.812 habitantes el día primero de mayo de 2010

### Barangayes
Ramón se divide administrativamente en 19 barangayes o barrios, 20 de carácter rural y 6 de carácter urbano.
| - Ambatali - Bantug - Bugallón del Norte (Población) - Burgos - Nagbacalan - Oscariz - Pabil - Pagrang-ayan - Planas - Purok ni Bulan | - Raniag - San Antonio - San Miguel - San Sebastián - Villa Beltrán - Villa Carmen - Villa Marcos - General Aguinaldo - Bugallon Proper, sede municipal. |

## Política
Su Alcalde (Mayor) es Wilfredo L. Tabag.

## Historia
El municipio de Ramón fue creado el 18 de junio de 1961 a instancias del congresista Delfín Albano. El 12 de noviembre de 1963 se constituye su primer ayuntamiento, siendo elegido como alcalde Angelino F. Vizcarra.
En honor del que fuera presidente Ramón Magsaysay el municipio lleva su nombre de pila. Los 12 barangays provienen de los municipios de San Mateo y Santiago, ahora la ciudad de Santiago.
En el año 1966 se incorpora un nuevo barangay, esta ver proveniente del municipio de Echagüe.